# Earvin N'Gapeth
Earvin N'Gapeth (n. 12 februarie 1991, Saint-Raphaël, Provence-Alpes-Côte d'Azur, Franța) este un cântăreț ce a reprezentat Franța, medaliat olimpic. A participat la 3 ediții ale Jocurilor Olimpice (2016, 2020, 2024) în care a câștigat o medalie de aur.